# James W. Husted (Politiker, 1870)
James William Husted (* 16. März 1870 in Peekskill, New York; † 2. Januar 1925 in New York City) war ein US-amerikanischer Jurist und Politiker. Zwischen 1915 und 1923 vertrat er den Bundesstaat New York im US-Repräsentantenhaus.

## Werdegang
James William Husted wurde ungefähr fünf Jahre nach dem Ende des Bürgerkrieges im Westchester County geboren. Er besuchte Privatschulen, die Peekskill Military Academy und die Cutler’s School in New York City. 1888 graduierte er an der Phillips Academy in Andover (Massachusetts), 1892 an der Yale University und 1894 an der New York Law School. Nach dem Erhalt seiner Zulassung als Anwalt 1894 begann er in Peekskill zu praktizieren. Zwischen 1895 und 1897 saß er in der New York State Assembly. Er zog 1897 nach White Plains, wo er weiter als Anwalt praktizierte. 1902 kehrte er nach Peekskill zurück. Er setzte dort seine Tätigkeit als Anwalt fort. Dann bekleidete er 1903 und 1904 den Posten als Präsident in der Village von Peekskill. Zwischen 1909 und 1920 war er Mitglied und Schatzmeister im Board of Park Commissioners. 
Politisch gehörte er der Republikanischen Partei an. 1912 kandidierte er erfolglos für den 63. Kongress. Bei den Kongresswahlen des Jahres 1914 für den 64. Kongress wurde Husted im 25. Wahlbezirk von New York in das US-Repräsentantenhaus in Washington, D.C. gewählt, wo er am 4. März 1915 die Nachfolge von Benjamin I. Taylor antrat. Er wurde drei Mal in Folge wiedergewählt. Da er auf eine erneute Wiederwahlkandidatur 1922 verzichtete, schied er nach dem 3. März 1923 aus dem Kongress aus.
Nach seiner Kongresszeit nahm er in Peekskill wieder seine Tätigkeit als Anwalt auf. Ferner ging er Bankgeschäften nach und war Präsident der Peekskill Bank. Er verstarb am 2. Januar 1925 in New York City. Sein Leichnam wurde eingeäschert und die Asche dann auf dem Hillside Cemetery in Peekskill bestattet.